# سوخینیچی
شهر سوخینیچی (به روسی: Сухиничи) در کشور روسیه و در اوبلاست کالوگا واقع شده‌است.